# Liste der denkmalgeschützten Objekte in Innerbraz
Die Liste der denkmalgeschützten Objekte in Innerbraz enthält die 9 denkmalgeschützten, unbeweglichen Objekte der Gemeinde Innerbraz im Bezirk Bludenz.

## Denkmäler
| Foto |                 | Denkmal                                                                      | Standort                                         | Beschreibung | Metadaten |
| ---- | --------------- | ---------------------------------------------------------------------------- | ------------------------------------------------ | --- | --- |
| ja   | Datei hochladen | Tobelhof samt Wirtschaftsgebäude HERIS-ID: 74843 Objekt-ID: 88286seit 2013   | Am Tobel 2 Standort KG: Innerbraz                | Die Besitzer des Tobelhofs, eines ehemaligen Meierhofs, lassen sich bis in das 15. Jahrhundert zurückverfolgen. Er war der Sitz der Familie Leu (auch dokumentiert als Lowins, Loewins, Awins u. a.), ursprünglich vom Landesherren eingesetzte Ministerialen, die zwischen 1534 und 1650 mehrere Landammänner der Herrschaft Sonnenberg stellte. Noch bis nach 1800 waren die Leus eine der bedeutendsten Familien der Gegend und sind als Besitzer des Tobelhofs bis 1719 nachgewiesen. Das Kellergewölbe wird auf das Mittelalter datiert. Über die späteren Jahrhunderte sind mehrere Bauphasen erkennbar. An der westlichen Seite kamen bei einer Renovierung die Reste einer Wandmalerei zum Vorschein, die wohl zusammen mit der Sonnenuhr in der Mitte des 17. Jahrhunderts unter dem Besitzer Bartholomeus Lew angefertigt wurde. Innen gibt es unter anderem eine Stube und eine Kammer mit getäfelten Wänden und barocker Felderdecke. Aus dem 18. Jahrhundert stammt der zugehörige Wirtschaftshof. | BDA-Hist.: Q38137059 Status: Bescheid Stand der BDA-Liste: 2025-06-30 Name: Tobelhof samt Wirtschaftsgebäude GstNr.: .72/1, 72/3, .69 Innerbraz Tobelhof              |
| BW   | Datei hochladen | Bauernhaus HERIS-ID: 74739 Objekt-ID: 88175seit 2015                         | Arlbergstraße 31 Standort KG: Innerbraz          | | BDA-Hist.: Q38136557 Status: Bescheid Stand der BDA-Liste: 2025-06-30 Name: Bauernhaus GstNr.: 99/1                                                                   |
| ja   | Datei hochladen | Gasthof Rössle HERIS-ID: 74736 Objekt-ID: 88172seit 2013                     | Arlbergstraße 61 Standort KG: Innerbraz          | Der in der zweiten Hälfte des 18. Jahrhunderts errichtete Gasthof wurde 2018–2019 unter Bewahrung der denkmalgeschützten Teile saniert. | BDA-Hist.: Q38136543 Status: Bescheid Stand der BDA-Liste: 2025-06-30 Name: Gasthof Rössle GstNr.: .2 Gasthof Rössle, Innerbraz                                       |
| ja   | Datei hochladen | Wegkapelle hl. Wolfgang HERIS-ID: 74842 Objekt-ID: 88285                     | Gatschief Standort KG: Innerbraz                 | Die rechteckige Kapelle mit breiter Rundbogenöffnung und Glockendachreiter enthält ein Kruzifix aus dem 18. Jahrhundert. | BDA-Hist.: Q38137044 Status: § 2a Stand der BDA-Liste: 2025-06-30 Name: Flur-/Wegkapelle, hl. Wolfgang GstNr.: .229 Innerbraz Kapelle Hl Wolfgang                     |
| ja   | Datei hochladen | Aufnahmsgebäude Hintergasse HERIS-ID: 74841 Objekt-ID: 88284                 | Gatschief (alter Bahnhof) Standort KG: Innerbraz | Das Aufnahmsgebäude der Arlbergbahn bei Innerbraz wurde, wie auch viele andere Bahnhofsbauten des späten 19. und frühen 20. Jahrhunderts, auf Wunsch der Bevölkerung weit außerhalb des damaligen Siedlungsgebietes errichtet. Die Haltestelle befindet sich abgelegen auf einem Hang oberhalb des Dorfteils Gatschief. Auf diesem Streckenabschnitt kam es immer wieder zu schweren Zugunglücken. | BDA-Hist.: Q38137035 Status: Bescheid Stand der BDA-Liste: 2025-06-30 Name: Aufnahmsgebäude Hintergasse GstNr.: .195 Innerbraz Aufnahmsgebäude Hintergasse            |
| ja   | Datei hochladen | Ehemaliges Frühmesshaus HERIS-ID: 66741 Objekt-ID: 79649                     | Kirchweg 3 Standort KG: Innerbraz                | Dieses Haus wurde der Frühmesspfründe von den kinderlosen Eheleuten Johann Nessler und Katharina Vonbun zur Verfügung gestellt. Der erste Frühmesser, der es bewohnte, war ab 1755 Hannibal Grass aus Braz; der letzte, Josef Anton Ritter, verstarb 1963. Danach wurde es verkauft fand es als privates Wohnhaus Verwendung. | BDA-Hist.: Q38114233 Status: § 2a Stand der BDA-Liste: 2025-06-30 Name: Ehemaliges Frühmesshaus GstNr.: .62 Innerbraz Frühmesshaus                                    |
| ja   | Datei hochladen | Wegkapelle hl. Magnus HERIS-ID: 74741 Objekt-ID: 88177                       | bei Kraftwerksiedlung Standort KG: Innerbraz     | Die rechteckige Kapelle mit offenem Holzvorraum wurde um 1634 gestiftet und erbaut. | BDA-Hist.: Q38136579 Status: § 2a Stand der BDA-Liste: 2025-06-30 Name: Flur-/Wegkapelle, hl. Magnus GstNr.: .92 Innerbraz Magnuskapelle                              |
| ja   | Datei hochladen | Mariahilf-Kapelle HERIS-ID: 74744 Objekt-ID: 88180                           | gegenüber Mühleplatz 11 Standort KG: Innerbraz   | Die um 1630 erbaute Kapelle war ursprünglich dem heiligen Valentin geweiht. Die Altarfiguren im Innenraum stammen aus dem späten 17. Jahrhundert. | BDA-Hist.: Q38136606 Status: § 2a Stand der BDA-Liste: 2025-06-30 Name: Mariahilf-Kapelle GstNr.: .136 Innerbraz Mariahilfkapelle                                     |
| ja   | Datei hochladen | Kath. Pfarrkirche hl. Nikolaus und Friedhof HERIS-ID: 74734 Objekt-ID: 88170 | Standort KG: Innerbraz                           | Die von einem Friedhof umgebene Pfarrkirche in Innerbraz (Patrozinium: hl. Nikolaus) ist ein einfacher Barockbau mit gotischem Chor, Nordturm und zweigeschoßiger Sakristei. Sie entstand aus einer 1383 urkundlich erwähnten Kapelle, die 1449 erweitert und später barockisiert wurde. | BDA-Hist.: Q22665547 Status: § 2a Stand der BDA-Liste: 2025-06-30 Name: Kath. Pfarrkirche hl. Nikolaus und Friedhof GstNr.: .1, 1 Pfarrkirche hl. Nikolaus, Innerbraz |

## Ehemalige Denkmäler
| Foto |                 | Denkmal                                                                     | Standort                            | Beschreibung | Metadaten |
| ---- | --------------- | --------------------------------------------------------------------------- | ----------------------------------- | --- | --- |
| ja   | Datei hochladen | Gasthaus, Ehemaliger Gasthof Linde HERIS-ID: 74742 Objekt-ID: 88178bis 2020 | Mühleplatz 4 Standort KG: Innerbraz | Das aus dem 14. Jahrhundert stammende ehemalige Gasthaus Linde wurde im April 2015 ohne denkmalbehördliche Bewilligung abgerissen, anschließend wurde ein Neubau im Stil des alten Hauses errichtet. | BDA-Hist.: Q38136593 Status: § 2a Stand der BDA-Liste: 2020-02-29 Name: Gasthaus, Ehemaliger Gasthof Linde GstNr.: .135 Innerbraz ehem Gasthof Linde |